# Boroskrakkó

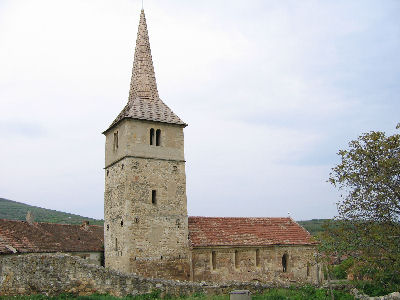

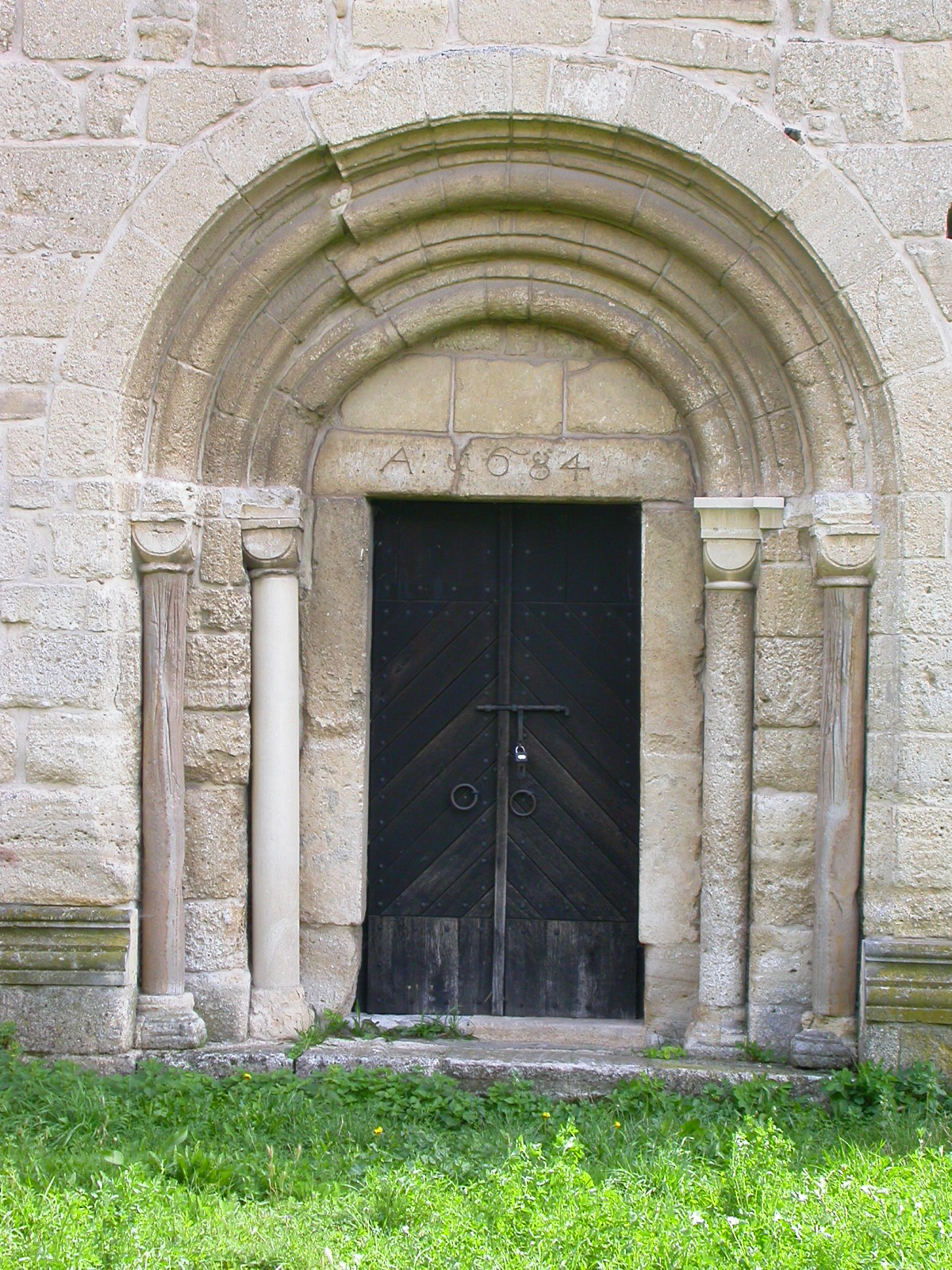

Boroskrakkó, 1911-ig Krakkó (románul: Cricău, németül: Krakau) település Romániában, Fehér megyében, az azonos nevű község központja.

## Fekvése
Gyulafehérvártól 16 km-re északra, az Erdélyi-érchegység lábánál fekszik. A község területének 1974-ben 38%-a volt erdő, 36%-a szántó, 11%-a rét és 7%-a szőlő.

## Nevének eredete
Neve szláv eredetű: *krikov 'zajos' (vö. Karakó nevével). 1206-ban Karako, 1291-ben Krakow, 1309-ben Crako, 1454-ben Karko. Később egészen 1797-ig főként Karko alakban írták. Előtagja bortermelésére utal.

## Története
A közeli Magyarigennel együtt szász telepesek alapították, és történetük első évszázadaiban a két település sorsa összefonódott. II. András 1206-os oklevelében a krakkóiakat, igenieket és romosziakat „primes hospites regni”-nek nevezi ('a királyság első hospes-ei'). Kivonta őket az erdélyi vajda jogszolgáltatása alól és saját ítélőszéket állíthattak fel. Ugyancsak mentesültek minden adó alól, amely szőleiket vagy állataikat sújthatta volna, a határőrizet kötelezettségétől, és csak a király hívhatta őket hadba. 1225-ben II. András a vámok alól is fölmentette őket. A későbbi okmányokból kiderül, hogy megélhetésük alapját a bortermelés képezte – a vidék Erdélyi-hegyalja néven máig az egyik legfontosabb erdélyi borvidék. IV. Béla 1238-ban engedélyezte nekik, hogy bíráikat saját maguk válasszák, de elrendelte, hogy külső személyekkel vagy hatóságokkal folytatott vitáikban a vajda ítélkezzen.
1291-ben egy Syfrid nevű krakkói ács vezette a gyulafehérvári székesegyház tetőzetének helyreállítását. 1334-ben 188 füstöt számoltak össze benne.
III. András lakóitól a régi szabadságaikat bizonyító oklevelek bemutatását kérte. A krakkóiak és az igeniek féltették az eredeti dokumentumokat, és valószínűleg gyulafehérvári klerikusok által készített másolatokat mutattak be Budán, amelyek alapján András nem erősítette meg kiváltságaikat. A trónharcokban Kán László uralmi terveit támogatták. A 14. század elején az igeniekkel együtt megszerezték a gyulafehérvári káptalan ompolyicai, metesdi, zalatnai és abrudi uradalmait, de 1321-ben, Nekcsei Demeter rendeletére ezeket vissza kellett szolgáltatniuk. Károly Róbert 1338-ban Vajasdot és Sárd is visszaadta a gyulafehérvári káptalannak. Az ezt követő évtizedekben a király lakóinak legtöbb privilégiumát visszavonta, és a 15. század elejére az erdélyi püspök jobbágyaivá váltak.
Katolikus lakói a 16. században már magyarok voltak, temploma 1556 és 1560 között lett a reformátusoké. 1658-ban a tatárok felgyújtották. A krakkai uradalom felesége, Gyulaffi Mária révén Thököly István birtokába jutott, aki Cserei Mihály szerint itt találkozott Apafi Mihállyal. Fia, Thököly Imre vagyonvesztése révén Teleki Mihályé lett. A 18. században a Teleki család birtoka volt. 1716-tól Gyulafehérvár városrendezése miatt két évig itt működött az eredetileg Sárospatakon alapított református kollégium, majd 1718-ban innen költözött Marosvásárhelyre. 1750-ben 135 háztartásból állt, 1761-ben 125 ortodox és hat görögkatolikus családot számláltak össze. Református egyházát 1766-ban 95 férfi és 111 nő alkotta. 1771-ben itt tartották az erdélyi reformátusok zsinatát. 1784-ben a Gavrila Sulare mogosi ortodox pap vezette felkelők kifosztották a nemesi udvarházakat, a református templomot és a parókiát. A magyar lakosok egy része az erdőbe menekült a támadók elől, akik több nemest megöltek. 1786-ban 842-en lakták. Görögkatolikus egyháza áttérések folytán 1824-re erősödött meg annyira, hogy önálló parókiává alakították.
1848-ban 150-160 fős közös krakkói és benedeki nemzetőrség alakult, Józsa István református lelkész vezetésével. Később Balaș tribun bevonuló román felkelői elől Józsa a magyar lakosságú Vajasdra menekült. Október 26-án a helyi és az idemenekült benedeki, sárdi és igeni magyar férfiakat a felkelők foglyoknak nyilvánították és Bíró Miklós udvarházába zárták. 28-án Bánffy János és Bethlen Gergely csapata (a nagyenyedi, a tordai és az aranyosszéki nemzetőrség az aranyosszéki huszárokkal) a foglyokat kiszabadítandó támadást intézett a felkelők ellen, de a rossz időjárás és azok túlereje miatt visszavonultak. Ezután a 125 magyar foglyot a parasztok a Reciur nevű határrészben kivégezték. Holttestüket csak 1849 februárjában temették el, a ma a rendőrség épülete mellett található tömegsírba.
Fehér, később Alsófehér vármegyéhez tartozott. 1861-től ismét saját református lelkészt tartott, de a 20. század elejétől előbb Vajasd, majd Magyarigen filiája, majd 1956-ban szórvánnyá minősítették.

## Népessége
- 1910-ben 1432 lakosából 1315 volt román és 114 magyar anyanyelvű; 996 ortodox, 318 görögkatolikus, 82 református és 25 zsidó vallású.
- 2002-ben 1290 lakosából 1273 volt román nemzetiségű; 1226 ortodox, 38 baptista és 14 görögkatolikus vallású.

## Látnivalók
- Református temploma a 12. század végén vagy a 13. század elején, román stílusban épült. Eredetileg háromhajós bazilika volt, ma már csak főhajója áll. Padlójába római kori téglákat építettek. Szentélyét a 15. században gótikus boltozattal fedték. Déli falán egymást fedő falfestménytöredékek láthatók. A 16. században védőfallal vették körül, amely három tornyával együtt részben ma is áll. 1962 és 1967 között műemlékileg restaurálták. Cintermében temették el Balassi Bálint fiát. Kerítőfalához kívülről barokk udvarház csatlakozik.
- 2013 júniusában hetedszer rendezték meg Boroskrakkóban Románia legnagyobb hadijáték-fesztiválját, amelyen dák és római jelmezbe bújt csapatok csapnak össze, és külföldi hagyományőrzők is fellépnek.[6]

## Híres emberek
- Itt töltötte 1823 nyarát Barabás Miklós.[7]
- 1849 után itt telepedett le és itt élt élete végéig Axente Sever.
- Itt született 1993-ban Nicușor Stanciu válogatott labdarúgó.